# Puria dorsalis
Puria dorsalis is een hooiwagen uit de familie Assamiidae.